# Mullojärvi
Mullojärvi är en sjö i Gällivare kommun i Lappland och ingår i Råneälvens huvudavrinningsområde. Sjön har en area på 0,0448 kvadratkilometer och ligger 319,3 meter över havet. Mullojärvi ligger i Råneälven Natura 2000-område.

## Delavrinningsområde
Mullojärvi ingår i det delavrinningsområde (739510-175256) som SMHI kallar för Ovan Maisajoki. Medelhöjden är 359 meter över havet och ytan är 48,92 kvadratkilometer. Räknas de 7 avrinningsområdena uppströms in blir den ackumulerade arean 86,77 kvadratkilometer. Solälven som avvattnar avrinningsområdet har biflödesordning 3, vilket innebär att vattnet flödar genom totalt 3 vattendrag innan det når havet efter 113 kilometer. Avrinningsområdet består mestadels av skog (67 procent) och sankmarker (33 procent). Avrinningsområdet har 0,04 kvadratkilometer vattenytor vilket ger det en sjöprocent på 0,1 procent.